# جاجوان جونسون
جاجوان جونسون (بالإنجليزية: JaJuan Johnson)‏ مواليد 8 فبراير 1989 في إنديانابوليس، هو لاعب كرة سلة أمريكي. بدأ مسيرته الاحترافية في سنة 2011. تم اختياره من قبل فريق بروكلين نتس خلال الدرافت. يلعب مع بالاكانسترو كانتو كلاعب وسط. يحمل الرقم 25. يبلغ طوله 6 قدم 10 بوصة (2.1 م). لعب كرة السلة الجامعية في جامعة بيردو.

## المسيرة الاحترافية
لعب مع بوسطن سيلتكس في موسم 2011–2012، ثم لعب مع فورت واين ماد أنتس في سنة 2012، ثم لعب مع كانتون شارج في موسم 2012–2013، ثم لعب مع بستويا باسكت 2000 في موسم 2013–2014، ثم لعب مع بشكتاش لكرة السلة في الدوري التركي في موسم 2014–2015، ثم لعب مع كرانسي أوكتيابر في الدوري الروسي في سنة 2015، ثم لعب مع بالاكانسترو كانتو في الدوري الإيطالي في سنة 2015.

## إحصائيات المسيرة

### الموسم الاعتيادي
| السنة   | الفريق       | لعب | بدأ | دقيقة | ميداني% | ثلاثية | حرة  | ارتداد | صنع | استلاب | تصدي | نقطة |
| ------- | ------------ | --- | --- | ----- | ------- | ------ | ---- | ------ | --- | ------ | ---- | ---- |
| 2011–12 | بوسطن سيلتكس | 36  | 0   | 8.3   | .446    | .000   | .667 | 1.6    | .2  | .1     | .4   | 3.2  |
| المسيرة |              | 36  | 0   | 8.3   | .446    | .000   | .667 | 1.6    | .2  | .1     | .4   | 3.2  |

## روابط خارجية
- جاجوان جونسون على موقع الدوري الأوروبي لكرة السلة (الإنجليزية)
- جاجوان جونسون على موقع إن بي أي (الإنجليزية)
- جاجوان جونسون على موقع سبورتس رفرنس (الإنجليزية)
- جاجوان جونسون على موقع كرة السلة الأوروبية.كوم (الإنجليزية)
- جاجوان جونسون على موقع كلية كرة السلة في سبورتس رفرنس.كوم (الإنجليزية)
- جاجوان جونسون على موقع ريلجم (الإنجليزية)
- جاجوان جونسون على موقع بروبوليرز (الإنجليزية)
- جاجوان جونسون على موقع سبورتس رفرنس (الإنجليزية)
- جاجوان جونسون على موقع سبورتس رفرنس (الإنجليزية)